# Movimento Europeo Internazionale
Il Movimento Europeo Internazionale (MEI, in inglese European Movement International, EMI) è un'associazione paneuropea di lobbying che ha come scopo quello di favorire un'integrazione europea sempre più stretta. È composta da numerosi Consigli nazionali (per l'Italia il Consiglio Italiano del Movimento Europeo) e numerose associazioni europee che rappresentano la società civile.

## Storia
Il Movimento Europeo Internazionale ha le sue radici a Parigi, in occasione del congresso del Comitato per il coordinamento dei movimenti europei. Il comitato raggruppava numerosi Movimenti Unitari Europei (UEM) fra cui i più significativi erano: "La Ligue Européenne de Coopération Economique" con il gesuita Joseph Retinger e Daniel Serruys (LECE), l'"Union européenne des Fédéralistes" (UEF) con Hendrik Brugmans, Alexandre Marc e Raymond Silva, l'"Union parlementaire européenne" (UPE) con Léon Maccas e il "Conseil français pour l'Europe unie" con René Courtin e André Noël. Il congresso fu convocato da Duncan Sandys, genero di Winston Churchill e rappresentante del Comitato britannico dell'UEM, il 17 luglio 1947. Il 10 e 11 novembre dello stesso anno venne convocata una nuova riunione a Parigi, che ebbe come risultato la creazione di un Comitato esecutivo congiunto diretto da Sandys e la convocazione di un importante convegno europeo, che avrebbe riunito tutti coloro che credevano in un progetto europeo, in modo da valorizzare il progetto stesso presso la classe dirigente dei governi nazionali.
Il Congresso dell'Aja si tenne nel maggio del 1948 e vi parteciparono personaggi come Konrad Adenauer, Winston Churchill, Walter Hallstein, Harold Macmillan, François Mitterrand, Paul-Henri Spaak, Albert Coppé e Altiero Spinelli. Durante il congresso Duncan Sandys fu nominato presidente, Léon Blum, Winston Churchill, Alcide De Gasperi e Paul-Henri Spaak furono eletti presidenti onorari e Joseph Retinger alla segreteria. Si stabilì inoltre la creazione di antenne nazionali. Il 25 ottobre 1948 il Comitato Congiunto Internazionale per l'Unità Europea cambiò nome per diventare il Movimento Europeo Internazionale (MEI).
I successi più importanti del Congresso dell'Aia furono senza dubbio la creazione del Consiglio d'Europa e del Collegio d'Europa. In quella occasione si decise infatti che era necessario creare un'assemblea permanente per i diritti umani, e il 5 maggio 1949 fu firmato il Trattato di Londra. Invece il Collegio d'Europa, con sede a Bruges e Varsavia, fu creato per permettere ai laureati universitari di formarsi in vista di una cooperazione europea più approfondita.

## Struttura
Il Movimento Europeo Internazionale è gestito da un Consiglio Direttivo, composto da 21 membri. Ne fanno parte il Presidente, il Segretario Generale, il Tesoriere, sei Vicepresidenti e altri dodici membri eletti dall'Assemblea Federale del MEI.
Il Consiglio Direttivo è affiancato da un Segretariato generale che ha come scopo quello di attuare le decisioni dei vari organi del MEI.

## Women of Europe Awards
Nel 2016 il MEI ha creato il Women of Europe Awards, in italiano conosciuto anche come "Premi donne d'Europa", il cui obiettivo è quello di evidenziare il contributo delle donne nella promozione e nell'avanzamento delle questioni europee. Il premio si compone di 4 sezioni:
- Donna al potere
- Donna in azione
- Donna in affari
- Attivismo della donna nell'attività giovanile[8]